# Roudnice nad Labem
Roudnice nad Labem (en español, Roudnice sobre el Elba) es una localidad del distrito de Litoměřice en la región de Ústí nad Labem, República Checa, con una población estimada a principio del año 2018 de 12 981 habitantes. 
Se encuentra ubicada al este de la región, cerca de la orilla de los ríos Elba y Ohře, y de las regiones de Liberec y Bohemia Central.
Es la localidad natal de dos pilotos de camiones, Martin Koloc y David Vršecký.